# Нуэва-Пальмира
Нуэва-Пальмира (исп. Nueva Palmira) — город в юго-западной части Уругвая, на западе департамента Колония.

## География
Расположен на восточном берегу реки Уругвай, примерно в 86 км к северо-западу от административного центра департамента, города Колония-дель-Сакраменто и в 280 км к западу от столицы страны, города Монтевидео. Город находится на пересечении автомобильных дорог № 21 и № 12. Абсолютная высота — 19 метров над уровнем моря.
В городе расположен нулевой километр Уругвая.

## История
Населённый пункт был основан 26 октября 1831 года под названием Игуэритас. 17 августа 1920 года получил статус малого города (Villa), а 1 июля 1953 года — статус города (Ciudad).

## Население
Население города по данным на 2011 год составляет 9857 человек.
| Год  | Население |
| ---- | --------- |
| 1908 | 4191      |
| 1963 | 6307      |
| 1975 | 7146      |
| 1985 | 7151      |
| 1996 | 8339      |
| 2004 | 9230      |
| 2011 | 9857      |

Источник: Instituto Nacional de Estadística de Uruguay

## Известные уроженцы
- Джанни Гигу — уругвайский футболист